# Милау (Саксонија)
Милау (њем. Mühlau) општина је у њемачкој савезној држави Саксонија. Једно је од 61 општинског средишта округа Средња Саксонија. Према процјени из 2010. у општини је живјело 2.290 становника. Посједује регионалну шифру (AGS) 14522380.

## Географски и демографски подаци
Милау се налази у савезној држави Саксонија у округу Средња Саксонија. Општина се налази на надморској висини од 329 метара. Површина општине износи 8,1 km². У самом мјесту је, према процјени из 2010. године, живјело 2.290 становника. Просјечна густина становништва износи 283 становника/km².